# Clelea albomacula
Clelea albomacula es una especie de polilla de la familia Zygaenidae.
Fue descrita científicamente por Leech en 1898.